# Palatinado-Simmern-Sponheim
El Palatinado-Simmern-Sponheim, era un estado del Sacro Imperio Romano con sede en el condado palatino de Simmern y la parte palatina del condado de Sponheim en la actual Renania-Palatinado, Alemania.
En 1559 se creó el Palatinado-Simmern-Sponheim, cuando Federico II de Palatinado-Simmern heredó el Palatinado Electoral y le dio Simmern y Sponheim a su hermano menor Jorge. Jorge murió en 1569 y fue sucedido por otro hermano menor, Reichard. Después de la muerte de Ricardo en 1598, el Palatinado-Simmern-Sponheim volvió al Elector Palatino.
| Nombre   | Fecha     |
| -------- | --------- |
| Jorge    | 1559-1569 |
| Reichard | 1569-1598 |